# Tucu López
Luis López (San Miguel de Tucumán, Tucumán, Argentina; 25 de noviembre de 1981) más conocido como el Tucu López, es un locutor de radio y presentador de televisión argentino. Alcanzó la popularidad al ser el conductor del programa UPlay, ya nada será igual (2015-2017) emitido por Telefe.

## Carrera profesional
López se recibió de locutor en la Universidad del Norte Santo Tomás de Aquino y comenzó a conducir su propio programa radial. En 2001, trabajó como productor teatral de la primera obra de revista tucumana titulada La deuda eterna, con la cual se embarcó en una gira por Catamarca y Salta. En 2004, tras haber realizado un curso de doblaje de español neutro en Buenos Aires, López decidió instalarse allí, ya que había conseguido trabajo como grabador de contestadores telefónicos para una empresa. Durante ese tiempo, también se encargó de hacer el doblaje de una película de Playboy y de personajes de dibujos animados japoneses. Asimismo, se dedicó a estudiar producción de televisión en el Taller Escuela Agencia y en 2005 participó del reality Proyecto 48 producido por TNT y Cuatro Cabezas, del cual resultó ser el ganador con sus otros 2 compañeros, pudiendo así dirigir su primer cortometraje y de esa forma la productora Cuatro Cabezas lo contrató para ser asistente de cámara de los programas Caiga quien caiga y La liga, como así también de los canales History y Discovery Channel hasta el 2011.
Su siguiente trabajo en un medio nacional fue en la radio con el programa Gente sexy (2011–2012) transmitido por la Blue 100.7, donde ofició al principio como productor y luego se desempeñó como locutor junto a Clemente Cancela. Poco después, López se encargó de ser la voz institucional del canal Acqua de la Televisión digital terrestre en Argentina. En 2012, le llegó la oportunidad de ser el locutor frente a cámara del programa Medios locos conducido por Maju Lozano y emitido por América TV, donde cobró notoriedad por su desempeño y su contacto con los invitados.  Ese mismo año, fue convocado para trabajar como columnista de deportes en el programa radial Lalo Por Hecho transmitido por La 100 y el cual perduró hasta el 2016. Asimismo, fue convocado para ser panelista del programa Cadena de noticias de A24, donde compartió pantalla con Gisela Marziotta, Tomás Dente y Cielo Latini.  En 2014, Darío Turovelzky lo convocó para ser el locutor del programa de salud Doctores presentado Franco Bagnato y televisado por Telefe.
Aunque no fue hasta en 2015, donde tomó popularidad cuando fue convocado para ser el conductor del programa cómico de vídeos UPlay, ya nada será igual, que fue emitido por Telefe y se mantuvo por 3 temporadas al aire, finalizando en el 2017. A su vez, la radio La 100 le ofreció ser el conductor del programa Classic weekend y ser columnista en el programa Sarasa conducido por Ronnie Arias. En 2016, el Tucu tuvo su primera experiencia actoral en televisión, participando en un capítulo de la serie Loco por vos, donde interpretó a Juan, un hombre que intenta seducir a Natalia (Julieta Zylberberg). En 2017, López se sumó al equipo de Telefe noticias, donde se encargaba de presentar el segmento "VOS", en el que realizaba entrevistas a personas con historias inspiradoras. Ese mismo año, fue convocado por la radio Rock & Pop para conducir el programa ¿Qué te puedo cobrar?, que duró hasta el 2018.
En 2019, López fue convocado por José María Muscari para integrar el elenco principal de la obra de teatro Sex, viví tu experiencia, la cual se estrenó el 7 de junio de ese año en el Gorriti Art Center y marcó su primera experiencia en teatro. En 2020, el Tucu se sumó al panel del programa Todas las tardes emitido por Canal 9. En 2021, la productora del afamado productor y presentador de televisión, periodista y dirigente deportivo y empresario Marcelo Tinelli, LaFlia, lo convocó para ser uno de los participantes de la primera edición de Corte y confección Famosos, versión VIP del reality show de moda homónimo. En febrero de ese año, se sumó como columinsta al programa radial Bonus track conducido por Leo Montero y emitido por la radio Metro 95.1. En abril del mismo año, se sumó como coconductor al staff del programa Está en tus manos de Canal 9 y presentado por Edith Hermida. En enero de 2022, se sumó a la conducción junto a Julieta Prandi, del ciclo matutino Es por ahí, por América TV.

## Filmografía

### Televisión
| Año       | Título                      | Papel        | Notas                                     |
| --------- | --------------------------- | ------------ | ----------------------------------------- |
| 2012      | Medios locos                | Locutor      |                                           |
| 2012      | Cadena de noticias          | Panelista    |                                           |
| 2014      | Doctores, un show saludable | Locutor      |                                           |
| 2015-2017 | UPlay, ya nada será igual   | Conductor    |                                           |
| 2016      | Loco por vos                | Juan         | Episodio: «Instrucciones para enamorarse» |
| 2017      | Telefe noticias             | Columnista   | Segmento: VOS                             |
| 2020      | Todas las tardes            | Panelista    |                                           |
| 2021      | Corte y confección Famosos  | Participante | 3.er eliminado                            |
| 2021      | Está en tus manos           | Co-onductor  |                                           |
| 2022      | Es por ahí                  | Conductor    |                                           |
| 2022      | Emparejados                 | Conductor    |                                           |

### Web
| Año  | Título            | Papel     | Plataforma  |
| ---- | ----------------- | --------- | ----------- |
| 2023 | El lunes no puedo | Conductor | Hello Latam |

## Radio
| Año       | Título                | Rol        | Emisora    |
| --------- | --------------------- | ---------- | ---------- |
| 2011-2012 | Gente sexy            | Locutor    | Blue 100.7 |
| 2012-2016 | Lalo Por Hecho        | Columnista | La 100     |
| 2015      | Classic weekend       | Conductor  | La 100     |
| 2015      | Sarasa                | Columnista | La 100     |
| 2017-2018 | ¿Qué te puedo cobrar? | Conductor  | Rock & Pop |
| 2021      | Bonus track           | Columnista | Metro 95.1 |

## Teatro
| Año       | Título                   | Papel    | Lugar                              |
| --------- | ------------------------ | -------- | ---------------------------------- |
| 2019-2022 | Sex, viví tu experiencia | Él mismo | Gorriti Art Center                 |
| 2024-2025 | Sinvergüenzas            | Mencho   | Teatro Radio City / Teatro Holiday |